# Chelonaplysilla psammophila
Chelonaplysilla psammophila är en svampdjursart som först beskrevs av Topsent 1928.  Chelonaplysilla psammophila ingår i släktet Chelonaplysilla och familjen Darwinellidae. Arten är reproducerande i Sverige. Inga underarter finns listade i Catalogue of Life.